# Wrong Turn (2003)
Wrong Turn is een Amerikaanse horrorfilm uit 2003 onder regie van Rob Schmidt.

## Verhaal
Chris Flynn zit in de bossen van West Virginia, op weg naar een sollicitatiegesprek, wanneer hij een autobotsing krijgt met een groep tieners. Ze gaan al snel op zoek naar hulp. Dit leidt hen naar een huisje waar blijkt dat er vreselijke kannibalen wonen, die inmiddels op de hoogte zijn van hun aanwezigheid...

## Rolverdeling
| Acteur             | Personage             |
| ------------------ | --------------------- |
| Desmond Harrington | Chris Flynn           |
| Eliza Dushku       | Jessie Burlingame     |
| Emmanuelle Chriqui | Carly                 |
| Jeremy Sisto       | Scott                 |
| Kevin Zegers       | Evan                  |
| Lindy Booth        | Francine              |
| Julian Richings    | Three Finger          |
| Gary Robbins       | Saw–Tooth             |
| Ted Clark          | One–Eye               |
| Yvonne Gaudry      | Halley Smith          |
| Joel Harris        | Richard "Rich" Stoker |
| David Huband       | Trooper               |
| Wayne Robson       | Oude man              |
| James Downing      | Vrachtwagenchauffeur  |